# Cleonymus serrulatus
Cleonymus serrulatus är en stekelart som beskrevs av Kamijo 1996. Cleonymus serrulatus ingår i släktet Cleonymus och familjen puppglanssteklar. Inga underarter finns listade i Catalogue of Life.